# Кимелев, Юрий Анатольевич
Ю́рий Анато́льевич Ки́мелев (род. 11 февраля 1948 года, Одесса, СССР) — советский и российский религиовед, культуролог, социальный философ, специалист в области философии истории, философской метафизики, философии религии, философской антропологии, истории западной философии XIX—XX вв и переводчик научной литературы. Доктор философских наук, профессор.

## Биография
В 1971 году окончил Московский государственный институт иностранных языков имени Мориса Тореза, а затем аспирантуру Института философии АН СССР.
С 1972 года работает в Институте научной информации по общественным наукам АН СССР (РАН) в должности младшего, затем старшего и главного научного сотрудника. В 1982 году защитил кандидатскую диссертацию "Современная буржуазная философско-религиозная антропология: критика идейно-теоретических и методологических основ ".
В 1989 году защитил диссертацию на соискание учёной степени доктора философских наук по теме «Современная западная философия религии: основные формы, направления и тенденции в 1970—1980-е годы».
С 1992 года профессор философского факультета МГУ имени М. В. Ломоносова. Читает специальные курсы по истории современной философии и религиоведению
Профессор философского факультета РГГУ, профессор кафедры истории философии Российского университета дружбы народов.
Профессор, заведующий кафедрой философии, декан факультета религиоведения Российского православного института святого Иоанна Богослова.
Член редакционной коллегии «Вестника РУДН» (Серия «Философия»).
С 2017 года — член по Центральному федеральному округу Экспертного совета исследователей религии при кафедре государственно-конфессиональных отношений РАНХиГС.

## Научная деятельность
Основными областями исследований Ю. А. Кимелева являются систематика и история онтологии, метафизики и философской теологии. Особое место в работах занимают вопросы отношений между философией и теологией в европейской культурной традиции.
Им разрабатывается «Философский теизм» как одна из наиболее значимых парадигм онтологии и метафизики и как философская основа теологического комплекса христианских конфессий. Философский теизм как определённая онтологическая и метафизическая теория образует континуум с философско-религиозной антропологией, которая концептуализируется в особую философскую дисциплина, отличающуюся от теологической антропологии.
Исследуя западную философию XIX—XX вв Ю. А. преимущественное внимание уделяет анализу онтолого-метафизизических концепций, а также при изучении различных течений современной западной философии, не относящих себя к самой метафизике, стремится к решению двух задач:
1) выявление «имплицитной метафизики» (неявные метафизические посылки и аргументы)
2) анализ «критики метафизики» (критичность по отношению к метафизике аргументации)
В области философской антропологи Ю. А. Кимелев обращается к вопросу «сущностного образа человека» как сфере потенциальной интеграции философского и научного знания. «Проблематика субъекта» разрабатывается вместе с философско-исторической и социально-философской проблематикой.
Ю. А. Кимелев — автор работ в области философии истории и теории социологии, где сделана попытка дать философско-историческую или социологическую концептуализацию современности.

## Награды
- Заслуженный деятель науки РФ (1999)[1][3]

## Научные труды

### Монографии
- Кимелев Ю. А. Современная буржуазная философско-религиозная антропология Архивная копия от 14 января 2020 на Wayback Machine. — М.: Наука, 1985. — 144 с.
- Кимелев Ю. А., Полякова Н. Л. Наука и религия: историко-культурный очерк. — М.: Наука, 1988. — 175 с. (Науч.-попул. лит. Сер. "Атеизм и религия"). ISBN 5-02-008011-X
- Кимелев Ю. А. Современная западная философия религии Архивная копия от 14 января 2020 на Wayback Machine. — М.: Мысль, 1989. — 285 с.
- Кимелев Ю. А. Методологические проблемы современного религиоведения. : Науч.-аналит. обзор / Акад. обществ. наук при ЦК КПСС, Ин-т науч. атеизма; [Ю. А. Кимелев]. — М. : ИНИОН, 1990. — 50 с. (Сер. "Пробл. религии и атеизма за рубежом". АН СССР, ИНИОН)
- Кимелев Ю. А. Философский теизм: Типология современных форм / Рос. АН, ИНИОН. — М. : Наука, 1993. — 127 с. ISBN 5-02-008134-5
- Философия истории. Антология: Учеб. пособие для студентов гуманит. вузов Архивная копия от 31 марта 2013 на Wayback Machine / Ред. Ю. А. Кимелева. — М.: Аспект Пресс, 1995. — 351 с.
- Кимелев Ю. А. Современные зарубежные исследования по истории философской метафизики.: Науч.-аналит. обзор. — М.: ИНИОН, 1996. — 46 с. (Серия "Философия". Рос. акад. наук, Ин-т науч. информ. по обществ. наукам).
- Кимелев Ю. А., Полякова Н. Л. Социологические теории модерна, радикализированного модерна и постмодерна. — М. : ИНИОН, 1996. — 66 с. (Серия "Социология". Рос. акад. наук, Ин-т науч. информ. по обществ. наукам). ISBN 5-248-00015-7
- Кимелев Ю. А. Философия религии: Систематический очерк. Архивная копия от 14 января 2020 на Wayback Machine — М.: Издательский Дом «Nota Bene», 1998. — 424 с.
- «Философия» Учебник. Архивная копия от 29 апреля 2013 на Wayback Machine / 2-е изд., перераб. и доп. — М.: ТОН — Остожье, 2001

### Статьи
- Кимелев Ю. А. Философия природы в средние века. // Современные зарубежные исследования по средневековой философии. : Сб. обзоров и рефератов / АН СССР, ИНИОН; Отв. ред.-сост. Андреева И. С. М.: ИНИОН, 1979. — 206 с.
- Кимелев Ю. А. Феномен мистицизма и современная буржуазная философия религии // Вопросы философии. — 1985. — № 9.
- Кимелев Ю. А. Проблемы мистицизма в буржуазном философском религиоведении // Вопросы научного атеизма. Вып. 38. Мистицизм: проблемы анализа и критики / Редкол. В. И. Гараджа (отв. ред.) и др.; Акад. обществ. наук ЦК КПСС. Ин-т научного атеизма. — М.: Мысль, 1989. — С. 249—268. — 335 с. — 22 765 экз. — ISBN 0321-0847.
- Кимелев Ю. А. Современное западное религиоведение: дисциплинарная характеристика некоторых основных подходов // Вопросы научного атеизма. Вып. 39 / Редкол. В. И. Гараджа (отв. ред.) и др.; Акад. обществ. наук ЦК КПСС. Ин-т научного атеизма. — М.: Мысль, 1989. — С. 100—118. — 335 с. — 18 870 экз.